# Charles Prince

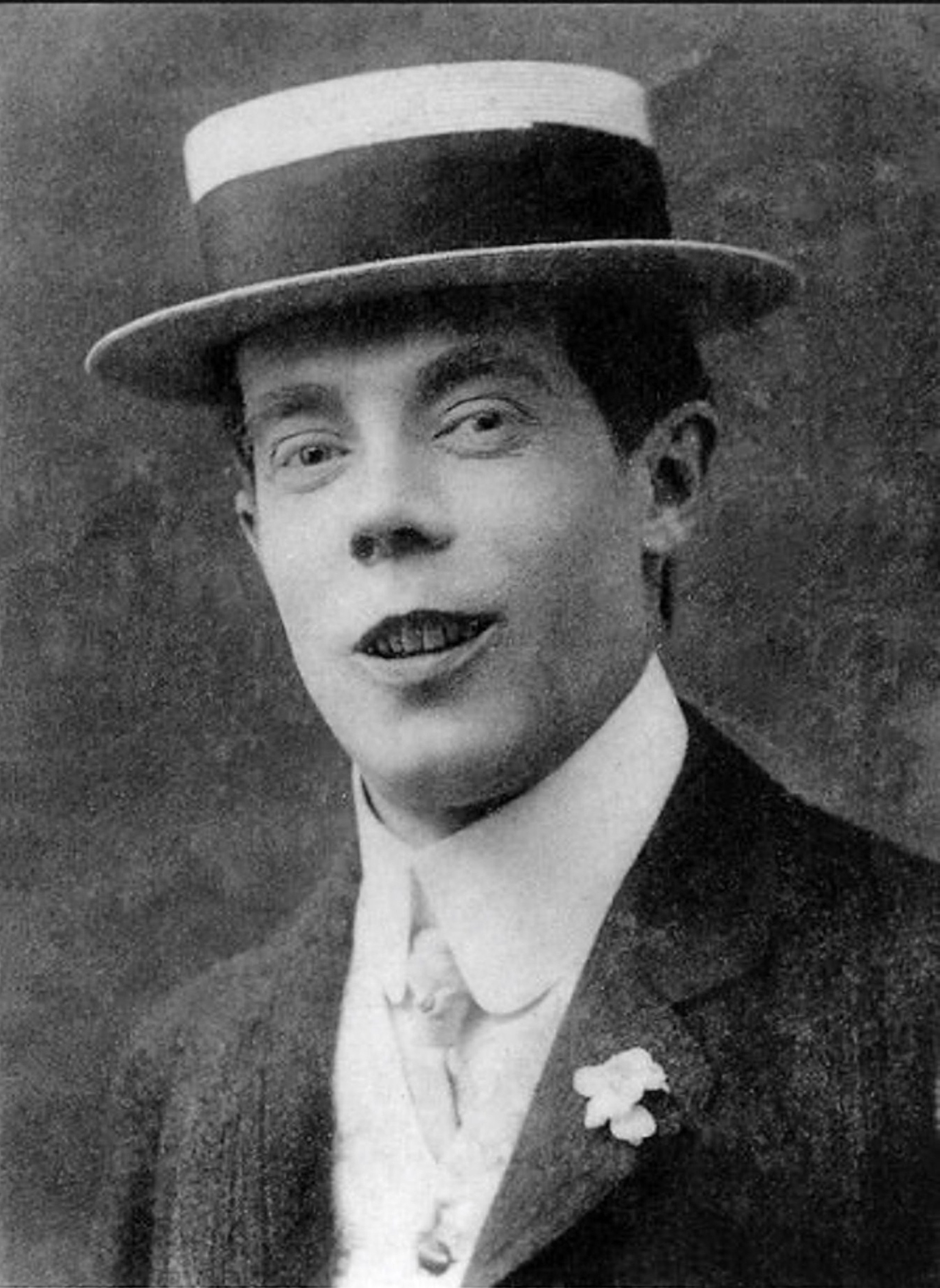
Charles Prince (um 1905)

Charles Prince (* 27. April 1872 in Maisons-Laffitte als Charles Petitdemange; † 18. Juli 1933 in Paris) war ein französischer Schauspieler, Komiker, Regisseur und Drehbuchautor.

## Werdegang
Prince wurde als Charles Petitdemange am 27. April 1872 in Maisons-Laffitte im damaligen Département Seine-et-Oise geboren. Sein Vater, ein bedeutender Industrieller, war Präsident der Handelskammer. Er wollte aus Charles einen Kaufmann machen, doch ihn zog es mehr zum Theater. 1892 trat er erstmals, zum Schrecken seiner Eltern, als Salonhumorist in Erscheinung. Er besuchte die Schauspielschule und bekam unter dem Pseudonym „Seigneur“ kleinere Engagements im „La Bobinière“ und im „Tabarin“. 1896 erhielt er einen Preis für seine darstellerische Leistung in Molières Eingebildetem Kranken, woraufhin er unter dem Künstlernamen „Prince“ am „Odeon“ engagiert wurde. Ab 1898 wandte er sich dem Varieté zu.
Er hatte es bereits zu einigem Ansehen gebracht, als ihn Pathé 1908 zum Film holte. Dort wurde Charles Prince als Komiker durch die Figur „Rigadin“ bekannt. In dieser Rolle trat er in zahlreichen stummen Slapstick-Komödien auf, für die er meist die Drehbücher selbst verfasste. In Deutschland hieß die Figur „Moritz“, in England und Amerika „Whiffles“ und in Italien „Tartufini“. In Russland war sie unter dem Namen „Prenz“ (Пренц) bekannt. Sein Charakter war der des schüchternen Liebhabers, des ungeschickten Jünglings, des Pechvogels. Sein Regisseur bei dieser Serie war Georges Monca.

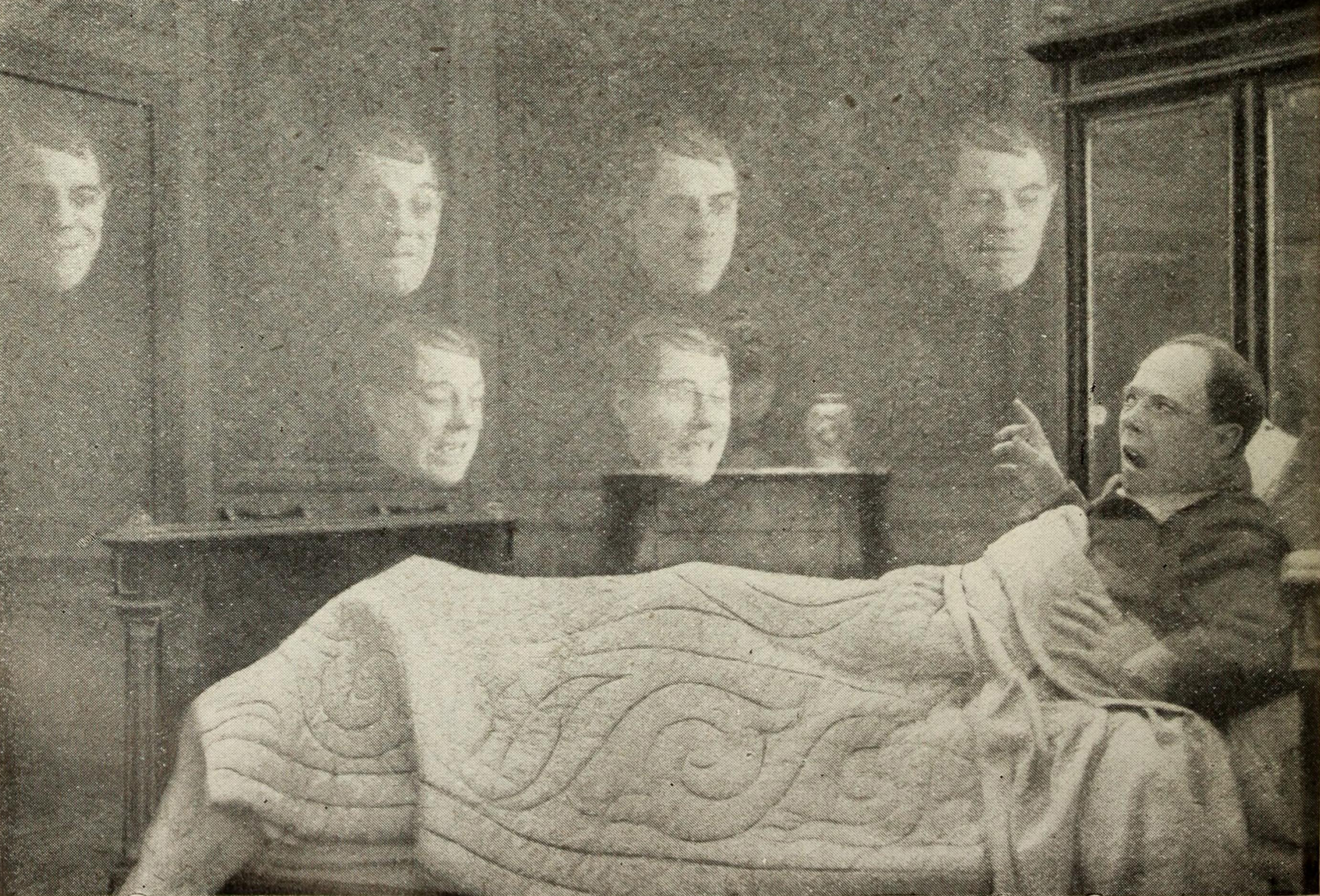
Charles Prince in Moritz in Bedrängnis (1911)

In den Jahren vor dem Ersten Weltkrieg war Prince nach Max Linder der zweitgrößte Filmstar in Frankreich; sein „Rigadin“ war ähnlich angelegt wie Linders Figur „Max“: beide waren Dandies aus den „besseren Kreisen“, die sich dauernd mit den Vertretern der Obrigkeit anlegten und in Liebeshändel gerieten.
In einigen Filmen hob Prince auf Themen seiner Zeit ab: In Moritz als Neger (Rigadin nègre, 1910) wechselt ein Paar aus einem Farbigen und einer Weißen die Hautfarben und danach auch die Vorurteile. In Moritz als Modernist (Rigadin Peintre Cubiste, 1912) verspottete er die moderne Kunst, indem er und die Schauspieler kubistisch gekleidet in würfelförmigen Pappkostümen auftraten. In Moritz als Kino-Operateur auf dem Balkan (Rigadin aux Balkans, 1912) spielte er einen Kriegsphotographen, der lieber im ungefährlichen Paris Aufnahmen fälscht, statt in den Balkan zu reisen, wo der Krieg stattfindet.
Ein Beispiel dafür, wie sich Theater und Film verschränken konnten, bildete die Kriegsrevue Nouvelle Revue, die am 6. Oktober 1915 im Théâtre Antoine erstmals gespielt wurde. Darin verkörpert Prince alias Rigadin sowohl sich selbst als auch einen Rechtsanwalt gleichen Namens, der Anstoß daran nimmt, dass sein Name auf Kinoplakaten missbraucht werde; er besucht eine Vorstellung und sieht sich selbst auf der Leinwand. Maître Rigadin versucht, mit der Filmfigur ins Gespräch zu kommen, als sich diese plötzlich auf der Leinwand umdreht und ihm antwortet.  Maître Rigadin will auf sie eingehen und wird so unversehens selbst Teil des Films.
Als „Rigadin“ drehte Prince zwischen 1909 und 1920 über 200 kurze Filme, trat aber auch in anderen Spielfilmen und unter anderen Regisseuren auf. Bei vier Filmen übernahm er neben Georges Monca die Co-Regie, bei einem war er Regisseur und Hauptdarsteller zugleich. In der Zeit nach dem Ersten Weltkrieg jedoch begann seine Popularität zu schwinden und er bekam nur noch Nebenrollen in einigen wenigen Filmen während der 1920er und der beginnenden 1930er Jahre. Sein letzter Film war bereits ein Tonfilm: Der Regimentsgockel (Le Coq du régiment, 1933), Maurice Cammages nach André Mouëzy-Éon, Alfred Vercourt und Jean Bever gedrehtes vaudeville militaire in drei Akten.
Prince starb am 18. Juli 1933 im Alter von 61 Jahren in Paris.
Der französische Regisseur Cris Uberman ist ein Urenkel von Prince.

## Filmografie (Auswahl)
- 1908: Der kurzsichtige Liebhaber (Un monsieur qui suit les dames)
- 1909: Amandas Entführung (L’enlèvement de Mademoiselle Biffin)
- 1909: Die beiden Einbrecher (Les deux cambrioleurs)
- 1909: Die beiden geprüften Verehrer (Deux fiancés à l'épreuve)
- 1909: Die entflohene Braut (La mariée récalcitrante) – auch Regie
- 1909: Der Gatte muss zum Konzert (Le concert de Théodore)
- 1909: Die Gelegenheitszofe (Femme de chambre improvisée) – auch Drehbuch
- 1909: Ich esse in der Stadt (Le dîner du 9)
- 1909: Im Entfettungssanatorium (Sanatorium pour maigrir) – Regie: Charles Esquier
- 1909: Der kleine Hungrige (Le petit qui a faim) – Regie: Yves Mirande
- 1909: Die Pflasterpflanze (Fleur de pavé) – Regie: Albert Capellani und Michel Carré
- 1909: Die Rache des Friseurs (La vengeance du coiffeur)
- 1909: Schnupfen und kein Taschentuch (La course au mouchoir)
- 1909: Was Frauen wollen, muss werden (Ce que femme veut)
- 1910: Der Clown und der Pascha (Le clown et le pacha)
- 1910: Ein Debüt im Variété (Rigadin débute au music-hall)
- 1910: Der diensttuende Arzt
- 1910: Größe und Verfall
- 1910: Die Hochzeitsnacht im Dorfe
- 1910: In die Nachbarin verliebt (Les timidités de Rigadin)
- 1910: Die Klette (Une femme tenace)
- 1910: Der Koffer des Malers (La malle du peintre) – Regie: Henri Germain
- 1910: Missgeschick eines Chauffeurs
- 1910: Moritz als Neger (Rigadin nègre)
- 1910: Moritz als Zeuge (Rigadin est fier d’être témoin)
- 1910: Moritz angelt (Rigadin pêche à la ligne)
- 1910: Moritz entschließt sich zu arbeiten (Rigadin se décide à travailler)
- 1910: Moritz in Gesellschaft
- 1910: Moritz ist verliebt (Rigadin amoureux d’une étoile)
- 1910: Moritz mit dem Zauberblick
- 1910: Moritz möchte ruhig schlafen (Rigadin veut dormir tranquille)
- 1910: Moritz sucht ein Engagement
- 1910: Moritz und sein Doppelgänger
- 1910: Moritz und seine Söhne (Rigadin et ses fils)
- 1910: Moritz will jünger werden (Rigadin veut rajeunir)
- 1910: Moritz will mit dem Fünf-Uhr-Zug fahren (Rigadin prend le train de 5h55)
- 1910: Moritzs erstes Duell (La premier duel de Rigadin)
- 1910: Rauchen verboten
- 1910: Der schüchterne Moritz (Les timidités de Rigadin)
- 1910: Ein sonderbares Vermächtnis
- 1910: Die Standuhr
- 1910: Unerwartete Folge einer ehrlichen Tat
- 1910: Der Unterrock der Nachbarin
- 1910: Die verfehlte Erbschaft
- 1910: Der verlorene Ärmel
- 1910: Von der Frau verlassen
- 1911: Apotheker Moritz (Rigadin pharmacien)
- 1911: Die Doktorin (Rigadin et la doctoresse)
- 1911: Fatale Verwechslung
- 1911: Der gute König Dagobert (Le bon roi Dagobert)
- 1911: Die Hutnadeln
- 1911: Moritz als Amme
- 1911: Moritz als Bauernfänger
- 1911: Moritz als Cousin des Postdirektors
- 1911: Moritz als Detektiv (Rigadin détective)
- 1911: Moritz als Dichter (Rigadin poète)
- 1911: Moritz als Dieb (Rigadin est un voleur)
- 1911: Moritz als Diener
- 1911: Moritz als Erbonkel (L’héritage de l’oncle Rigadin)
- 1911: Moritz als Kavalier
- 1911: Moritz als Schmuggler
- 1911: Moritz als Zigeuner
- 1911: Moritz geht nicht aus (Rigadin ne sortira pas)
- 1911: Moritz hat sein Monokel verloren (Rigadin a perdu son monocle)
- 1911: Moritz heiratet (Rigadin se marie)
- 1911: Moritz in Bedrängnis (Les terreurs de Rigadin)
- 1911: Moritz ist abergläubisch
- 1911: Moritz ist ein Spitzbube
- 1911: Moritz ist gefühlvoll (Rigadin a l’âme sensible)
- 1911: Moritz liebt das Familienleben (Rigadin aime la vie de famille)
- 1911: Moritz und das Kalbsschnitzel (Rigadin et l’escalope de veau)
- 1911: Moritz und die Erbtante (Rigadin et la tante à l’héritage)
- 1911: Moritz und die widerspenstige Mieterin (Rigadin et la locataire récalcitrante)
- 1911: Moritz und seine Nase (Le nez de Rigadin)
- 1911: Moritz will sich verhaften lassen
- 1911: Moritz will sterben (Rigadin veut mourir)
- 1911: Moritzens bester Freund (Le meilleur ami de Rigadin)
- 1911: Moritzens Ungeschicklichkeit
- 1911: Der Schuster und der Bankier
- 1911: Der Sonnenschirm
- 1911: Die Suggestion des Kusses (Rigadin trahi par un baiser)
- 1911: Die ungetreue Gattin
- 1912: Ein billiges Mahl (Rigadin mange à bon compte)
- 1912: Der galante Detektiv
- 1912: Herr Moritz und Frau (La femme de Rigadin)
- 1912: Moritz als Bankdiener (Rigadin, garçon de banque)
- 1912: Moritz als Fechter (Rigadin est un fameux escrimeur)
- 1912: Moritz als Forschungsreisender (Rigadin explorateur)
- 1912: Moritz als Hotelgast (Rigadin rat d’hôtel)
- 1912: Moritz als Kinoschauspieler (Rigadin veut faire du cinéma)
- 1912: Moritz als Koch (Rigadin cuisinier malgré lui)
- 1912: Moritz als Modernist (Rigadin peintre cubiste)
- 1912: Moritz als Neger
- 1912: Moritz als Pflegevater
- 1912: Moritz als Rosenmädchen (Rigadin et la rosière)
- 1912: Moritz als Schutzmann (Brigadin sergent de ville)
- 1912: Moritz als Tenor (Rigadin ténor)
- 1912: Moritz als Tugendverteidiger (Rigadin défenseur de la vertu)
- 1912: Moritz auf der Brautschau
- 1912: Moritz hat ein gutes Zeugnis
- 1912: Moritz in Angst
- 1912: Moritz in Verlegenheit
- 1912: Moritz ist ein Tierfreund
- 1912: Moritz über den Alkoholismus (Conférence sur l’alcoholisme par Rigadin) – auch Drehbuch
- 1912: Moritz und das Liebespulver
- 1912: Moritz und der anonyme Brief (Rigadin et la lettre anonyme)
- 1912: Moritz und der Hund der Baronin (Rigadin et le chien de la baronne)
- 1912: Moritz und der Photograph (Rigadin veut se faire photographier)
- 1912: Moritz und der Zauberstab (Rigadin et la baguette magique)
- 1912: Moritz und die geschiedene Frau
- 1912: Moritz und die kleine Emma (Rigadin et la petite Moulinet)
- 1912: Moritz und die Okarina (Rigadin avale son ocarina)
- 1912: Moritz und sein Bild
- 1912: Moritz und sein Bruder (Rigadin a assassiné son frère)
- 1912: Moritz zwischen zwei Flammen (Rigadin mange à bon compte)
- 1912: Moritzens Besorgungen
- 1912: Moritzens Eroberungen
- 1912: Moritzens Jugendliebe
- 1912: Moritzens Klause
- 1912: Moritzens neuester Streich (Un nouvel exploit de Rigadin)
- 1912: Moritzens Orden
- 1912: Moritzens Perücken (Les perruques de Rigadin)
- 1912: Der reiche und der arme Moritz (Rigadin riche, Rigadin pauvre)
- 1912: Der Schlafwagenkontrolleur (Le contrôleur des wagon-lits)
- 1912: Der Teufel ist los
- 1913: Auf Moritzes Balkon (Sur le balcon de Rigadin)
- 1913: Ferdinand, der Durchgänger (Ferdinand le noceur)
- 1913: Der flatterhafte Ehemann
- 1913: Der flatterhafte Moritz
- 1913: Der gutmütige Moritz
- 1913: Der Herr Direktor (Monsieur le directeur)
- 1913: Herr und Frau Moritz lieben den Flirt (Rigadin flirte et sa femme fait la même chose)
- 1913: Der Mann mit den drei Frauen (Trois femmes pour un mari)
- 1913: Moritz als Kinooperateur auf dem Balkan (Rigadin aux Balkans)
- 1913: Moritz als Maronenhändler (Rigadin marchand de marrons)
- 1913: Moritz als Präsident der Republik (Rigadin président de la République)
- 1913: Moritz am Telefon (Rigadin au téléphone)
- 1913: Moritz Aschenbrödel (Les cendres de Rigadin)
- 1913: Moritz, das Nesthäkchen
- 1913: Moritz entführt die Venus
- 1913: Moritz gegen seine Schwiegermutter
- 1913: Moritz geht in die eigene Falle
- 1913: Moritz hat Ähnlichkeit mit dem Minister (Rigadin ressemble au ministre)
- 1913: Moritz ist krank (Rigadin est malade)
- 1913: Moritz macht es anders
- 1913: Moritz mit dem Zopf
- 1913: Moritz setzt sich in einen Ameisenhaufen
- 1913: Moritz sucht Stellung
- 1913: Moritz und der Negerkönig (Le roi Koko)
- 1913: Moritz und die Krawattennadel
- 1913: Moritz und die lustige Witwe
- 1913: Moritz und die Neuvermählten
- 1913: Moritz und sein Freund
- 1913: Moritzens irdische Überreste
- 1913: Wie die Alten sungen
- 1913: Wie Moritz eine reiche Heirat macht (Rigadin a fait un riche marriage)
- 1913: Moritz als Weinhändler (Rigadin dégustateur de vins)
- 1914: Der Millionär (Les millions de Rigadin)
- 1914: Moritz als M. d. R.
- 1914: Moritz, der maskierte Schütze (Rigadin tireur masqué)
- 1914: Moritz geht zum Ball
- 1914: Moritz hat Zahnweh
- 1914: Moritz in der Werkstatt
- 1914: Moritz liebt die Abwechslung
- 1914: Moritz und der eifersüchtige Baron
- 1914: Moritz und Familie Rumpelmeier
- 1914: Moritz und die Kassiererin
- 1914: Moritz und Napoleon (Rigadin face à Napoléon)
- 1914: Moritz und sein Onkel
- 1914: Moritzens Flirt
- 1914: Wie sich Moritz verliebte
- 1914: Moritz siegt über Sherlock Holmes (Sherlock Holmes roulé par Rigadin)
- 1914: Der vielbegehrte Moritz
- 1915: Les Fiancés héroïques
- 1916: Moritz und die beiden Tippfräuleins (Rigadin et les deux dactylos) – auch Drehbuch
- 1916: La Mariée recalcitrante
- 1917: Une nuit tragique de Rigadin
- 1917: Le périscope de Rigadin
- 1919: Rigadin et le code de l’honneur
- 1919: Madame et son filleul
- 1919: Rigadin dans les Alpes
- 1920: Chouquette et son as
- 1920: Rigadin und Prince sehen sich gleich (Prince embêté par Rigadin)
- 1920: Si jamais je te pince – auch Regie
- 1920: Les femmes collantes – auch Regie
- 1921: Le meurtrier de Théodore
- 1928: Embrassez-moi – Regie: Robert Péguy
- 1930: Le tampon du Capiston – Regie: Joe Francis und Jean Toulot
- 1931: Ihre Majestät die Liebe (Son altesse l’amour) – Regie: Robert Péguy und Erich Schmidt
- 1931: Partir – Regie: Maurice Tourneur
- 1932: Sa meilleure cliente – Regie: Pierre Colombier
- 1932: L’âne de Buridan – Regie: Alexandre Ryder
- 1933: Der Regimentsgockel (Le coq du régiment) – Regie: Maurice Cammage

### Artikel
- Paul Dubé, Jacques Marchioro: Prince. In: Du Temps des cerises aux Feuilles mortes.(französisch, dutempsdescerisesauxfeuillesmortes.net (Memento vom 4. März 2016 im Internet Archive))

- Didier Dupé: Quand Rigadin filmait... Quand Mistinguett tournait... (französisch)

### Filmbeispiele
- Der schüchterne Moritz auf YouTube (Les timidités de Rigadin, 1910, viragiert)
- Moritz und die Frau Doktor auf YouTube (Rigadin et la doctoresse, 1911)

### Abbildungen
- Photo "Mr.Prince"
- Photo von Prince/Rigadin
- Photo “Rigadin singt zum Grammophon” (l'acteur comique Charles Petitdemange dit PRINCE puis RIGADIN)
- Photo von Mistinguett (1913)
- Photo von Max Linder (1912)
- Kinoplakat von Pathé mit Prince/Rigadin
- Kinoplakat "Rigadin et la petite Moulinet", Frankreich 1913, entworfen von Adrien Barrère
- Kinoplakat "Le périscope de Rigadin" (1917)
- Standbild aus “Rigadin Défenseur de la Vertu” (Moritz verteidigt die Tugend) von 1912
- Standbild aus “Rigadin Peintre Cubiste” (Moritz als Modernist) von 1913
- Standbild aus “Rigadin Peintre Cubiste” (Moritz als Modernist) von 1913
- Standbild aus “Les terreurs de Rigadin” (Moritz in Bedrängnis) von 1913